# 悪小次郎
悪 小次郎（わる こじろう）は、戦国時代から安土桃山時代にかけての人物。毛利氏の鉄砲放（鉄砲隊）に所属した中間。諱は景政。子は悪八左衛門、孫は悪政道（弥左衛門）。

## 生涯
悪小次郎の出自についてはよく分かっていないが、毛利氏に中間として仕え、鉄砲放（鉄砲隊）に所属した。
永禄12年（1569年）の立花城の戦いで毛利氏は大友氏の立花城を攻略した。この戦いで立花城の攻略に成功した理由として、毛利軍が鉄砲を有効に活用した事が挙げられており、小次郎以外にも市川久栄、岡元良などが鉄砲で活躍した。同年5月18日の多々良浜の戦いで、大友氏の戸次鑑連（立花道雪）らが毛利氏の宍戸隆家、多賀山通続、山内隆通、楢崎信景、椋梨弘平らの陣を襲撃した際に小次郎は多賀山通続の陣で敵3人を射伏し、5月20日に福原貞俊から後日の注進の為の念書を与えられた。
永禄13年（1570年）、毛利輝元は出雲国へ侵攻した尼子勝久を討伐するため出雲国へ出陣。これに小次郎も従軍し、出雲国富田において、どんな虎口でも先懸を務め、天野隆重は桂元忠に対して小次郎に褒美を与えるよう書状を送っている。
同年2月6日、出雲国島根郡桜崎における尼子軍との戦いにおいて、矢田少路にて敵1人を射ち伏せる武功を挙げた。この武功に対して天野隆重は翌2月7日に「忠義の至り比類無く候」と小次郎を賞賛し、元就にも注進することを伝えている。
同年4月18日には、尼子方の宮倉右衛門兵衛尉を鉄砲で射伏せた。同年5月5日の出雲国楯縫郡平田における尼子軍との合戦において、小次郎は鉄砲で敵を射伏す武功を挙げた。この功に対し毛利元就は同年7月16日、比類無き武功であると小次郎に申し聞かせるように井上就重に命じている。
天正10年（1582年）2月の備前国児島郡八浜における八浜合戦で敵1人を射ち取る武功を挙げ、同年3月28日に毛利輝元は、神妙であると小次郎に申し聞かせるよう二宮就辰に命じている。
天正13年（1585年）の四国征伐では伊予国において敵1人を射ち取り、同年6月21日に毛利輝元は井原元良に命じて、小次郎は忠義神妙であると申し聞かせている。
以後の小次郎の動向は不明だが、子孫はその後も毛利氏に仕え、長州藩での家格は三十人通となっている。

## 逸話
- 延宝5年（1677年）に多々良一龍によって成立した軍記物『後太平記』においては、永禄12年（1569年）10月の大内輝弘の乱にも従軍し、大内輝弘に随行して戦死した豊前国の国人・城井小次郎の弟である板井正清と一騎討ちを行って討ち取ったとされており、その時の様子が以下のように記されている[8]。
武勇に優れた若武者であった板井正清は、兄を討たれたからにはおめおめと生きて故郷に帰る事は出来ないと考えて馬を引き返し、毛利軍に対して大音声で「是は関西親王に仕えたる宇都宮紀清両党の末、板井次郎正清と申す者にて候。若き時より力業を好んで、この年まで人にはさのみ負けぬ者なれども、ただ今討死仕り候間、我と思わん人々寄れよ組まん」と名乗りを上げたところ、痩せ馬に乗った小男で毛利氏の中間頭を務める悪小次郎が毛利軍の中から進み出て、「ああ、事々しき過言かな。斯く申す者は奥州（毛利陸奥守元就）の内にて中間の頭を仕る悪小次郎と申して、氏もなく、蟻ほども力無し。一生貧なれば御辺の馬と鎧、金作りの太刀が望みに候えば、一勝負仕らん」と言って馬を駆け寄せ、十文字槍を板井正清の後背に引っ掛けて引き寄せ、板井正清の首を取った。そして前言の通り、板井正清の太刀、鎧、馬を奪い、乗り換えた馬で静々と引き上げていった[8]。こうした小次郎に対し、人々は「苗字を引き替えて鬼と云わぬは僻事なり」と称賛したという[8]。